# Orientia tsutsugamushi
Orientia tsutsugamushi (dříve Rickettsia tsutsugamushi) je obligátní intracelulární parazitická gramnegativní bakterie z řádu Rickettsiales způsobující nemoc zvanou cucugamuši neboli křovinný tyfus, někdy také nazývanou japonská říční horečka. Bakterie je přenášena larvami roztočů rodu Leptotrombidium.

## Taxonomie
Bakterie byla původně klasifikována jako Theileria tsutsugamushi, ale v roce 1995 byla překlasifikována na Orientia tsutsugamushi, vzhledem k významně odlišným fenotypovým i genotypovým vlastnostem. Byly popsány různé kmeny, mezi nimiž jsou nejrozšířenější Karp (asi 50 % všech infekcí), Gilliam (25 %), Kato (méně než 10 %), Shimokoshi, Kuroki a Kawasaki.

## Výskyt
Tato bakterie se vyskytuje převážně v oblasti světa nazývané „trojúhelník tsutsugamushi“, tedy oblasti od Ruského Dálného východu, přes Japonsko, střední Asii, severní Austrálii a ostrovy v Tichém oceánu, ale projevy křovinného tyfu byly již zaznamenány i v Jižní Americe, kde však zatím nebyl zjištěn organismus, který by bakterii přenášel, ani samotná bakterie, ale u nemocných byly detekovány protilátky proti této bakterii a její DNA. Vzhledem k narůstající oblibě cestování do tropických krajin byla infekce touto bakterií detekována také u cestovatele z České republiky, který se nakazil v Laosu.

## Životní cyklus a přenos
Bakterie přirozeně přežívá a je přenášena v populacích roztočů rodu Leptotrombidium prostřednictvím transovariální transmise, tedy když nakažená samička naklade vajíčka, vyvinou se z nich nakažené larvy. Pro rozmnožování a přenos bakterie v populaci roztočů tedy není nutný přenos na jiný organismus. Infekce u drobných savců nebo lidí je tedy náhodná, přenos z člověka na člověka nebyl zatím zaznamenán, avšak neinfikovaní roztoči se mohou nakazit od infikovaných hlodavců.